# هایدکامپ
هایدکامپ (به آلمانی: Heidekamp) یک شهر در آلمان است که در Stormarn واقع شده‌است. هایدکامپ  ۴۷۱ نفر جمعیت دارد.